# New World (BUCK-TICKの曲)
「New World」(ニューワールド)は、日本のロックバンド、BUCK-TICKの35枚目のシングル。2016年9月21日にLingua Sounda/JVCケンウッド・ビクターエンタテインメントから発売された。

## 概要
JVCケンウッド・ビクターエンタテインメント復帰第1弾シングル(レーベルは引き続き自主レーベル、Lingua Soundaである)。29年目のデビュー記念日にあたる9月21日に発売。

## 収録曲
1. New World (4:47)
  - 作詞：櫻井敦司、作曲：今井寿、編曲：BUCK-TICK

作詞者の櫻井敦司は、「ニューワールド」ではなく「ヌーワールド」と発音する。以降、NEWを発音する時は「ヌー」と発音することが多くなる。
2. Devil's Wings -type2- (4:22)
  - 作詞：櫻井敦司、作曲：今井寿、編曲：BUCK-TICK

## 参加ミュージシャン
- 櫻井敦司 - ボーカル
- 今井寿 - ギター、ノイズ
- 星野英彦 - ギター
- 樋口豊 - ベース
- ヤガミトール - ドラムス

### サポートミュージシャン
- YOW-ROW - マニピュレート、シンセサイザー